# Erich Heinemann (General)
Erich Heinemann (13 de janeiro de 1881 Düsseldorf, Alemanha — 22 de janeiro de 1956 (75 anos) Berlin, Alemanha), ingressou no exército prussiano em 5 de março de 1900 como cadete, ingressou no 1º Regimento de Artilharia de Campo da Alta Alsácia nº 15. Foi promovido a tenente em 16 de junho de 1901. A partir de 1º de outubro de 1904 e por dois anos esteve na Escola Unida de Artilharia e Engenharia. Ele foi então designado para a Academia Técnica Militar por quase oito anos. Lá ele foi promovido a tenente em 27 de janeiro de 1910, e mesmo quando foi promovido a capitão em 27 de janeiro de 1914, ainda era membro da academia.

## Nas guerras
No início da Primeira Guerra Mundial, foi nomeado comandante de bateria do 1º Regimento de Artilharia de Campo da Alta Alsácia nº 15, com o qual foi para o front. Ele então permaneceu com este regimento até o final da guerra. Na Primeira Guerra Mundial, ele foi premiado com a Cruz de Cavaleiro da Ordem da Casa Real Prussiana de Hohenzollern com Espadas e Cruzes de Ferro e outros prêmios.
Após a Primeira Guerra Mundial, ele foi aceito no Exército provisório do Reich. Ele agora fazia parte do 4º Regimento de Artilharia do Reichswehr no exército de transição. Com a formação do Exército do Reichswehr de 100.000 homens, ele foi designado para o 4º Regimento de Artilharia (prussiano-saxão). No outono de 1921, ele foi transferido para o 6º Regimento de Artilharia (Prussiano) como oficial de bateria. Em 1º de outubro de 1922, ele foi transferido para o Ministério do Reichswehr em Berlim. Lá ele foi usado nos anos seguintes na inspeção de artilharia (In 4). Foi promovido a major em 1º de dezembro de 1922. Com sua promoção a tenente-coronel em 1º de abril de 1928, foi nomeado o mais alto oficial da equipe de motoristas do 7º (Bayer) Departamento Médico de Munique. A partir de 1º de fevereiro de 1929, ele foi contratado como comandante do 7º (Bayer) Departamento de Condução em Munique. Em 1º de fevereiro de 1931, foi transferido para o estado-maior do Grupo Comando 1 em Berlim, ao mesmo tempo em que foi promovido a coronel. Em 1º de outubro de 1933 foi promovido a major-general. Em 1º de setembro de 1935 foi promovido a Generalleutnant. Em 1º de outubro de 1935, foi nomeado comandante da escola de artilharia em Jüterbog. Em 30 de setembro de 1937, ele renunciou ao comando. Ele também foi aposentado do serviço ativo naquele dia.
Durante a mobilização no verão de 1939, ele serviu como tenente-general z.V. novamente à disposição do exército. Em 1º de março de 1940, ele foi nomeado oficial sênior de artilharia da equipe do Comandante-em-Chefe Leste. Em 11 de maio de 1940, ele foi dispensado. Para isso, ele foi nomeado Comandante Superior de Artilharia 302 (HArko 302) em 11 de maio de 1940. Como tal, ele foi usado na primavera de 1940 na campanha ocidental. A partir do verão de 1941, ele foi usado na campanha do leste. De dezembro de 1941 a 17 de fevereiro de 1942, também foi designado para a vice-liderança do XII. Corpo do Exército comissionado. Ambos os fechos foram concedidos às suas Cruzes de Ferro. Por esta "atividade secundária", ele foi premiado com a Cruz Alemã em Ouro em 25 de março de 1942. Em 23 de outubro de 1943, ele foi premiado com a Cruz de Mérito de Cavaleiro da Guerra com Espadas. Ele permaneceu em sua função como HArko 302 até o final de novembro de 1943. Em 28 de novembro de 1943, ele assumiu a liderança do Comando Geral LXV. Corpo de Exército z.b.V. instruído. Sua principal tarefa continuou a ser ordenada pelo Comandante-em-Chefe Oeste para determinar os alvos da artilharia de longa distância em cooperação com a 3ª Frota Aérea. Em 1º de janeiro de 1944, ele foi promovido a General der Artillerie z.V. promovido. Como tal, ele agora se tornou o Comandante Geral do LXV. Corpo de Exército z.b.V. nomeado. Em 24 de outubro de 1944, foi promovido a Comandante Geral do XXX, renomeando seu Comando Geral. Corpo do Exército designado. Em meados de novembro de 1944, ele renunciou ao comando e foi transferido para o Führerreserve. Ele foi finalmente aposentado do serviço ativo em 28 de fevereiro de 1945.
Após o fim da guerra, ele foi preso na Saxônia pelas forças de ocupação do Exército Vermelho em meados de julho de 1945 e deportado para a Rússia. Lá ele foi preso em vários campos, incluindo Krasnogorsk, pelos próximos anos. Em agosto de 1949, ele foi libertado novamente.